# Robert Hermann (zapaśnik)
Robert "Rob" Hermann (ur. 15 stycznia 1957) – amerykański zapaśnik walczący w stylu klasycznym. Zajął dziewiąte miejsce na mistrzostwach świata w 1983 i odpadł w eliminacjach  1982 i 1985. Brązowy medalista igrzysk panamerykańskich w 1983. Wicemistrz panamerykański w 1986. Dwukrotny medalista wojskowych MŚ. Czwarty w Pucharze Świata w 1980 i 1985; szósty w 1982 roku.
Trener reprezentacji kraju na igrzyskach w Atlancie 1996.
Zawodnik Crystal River High School z Crystal River.